# Stephen Nyodho Ador Majwok
Stephen Nyodho Ador Majwok (* 1. Januar 1973 in Andong, Sudan) ist ein südsudanesischer Geistlicher und römisch-katholischer Bischof von Malakal.

## Leben
Stephen Nyodho Ador Majwok besuchte von 1982 bis 1989 die Schulen in Andong und Thawrat Malakal sowie von 1990 bis 1997 das Institut St. Lwanga. Von 1997 bis 2000 studierte er am nationalen Priesterseminar St. Paul in Khartum Philosophie und von 2000 bis 2005 Katholische Theologie. Majwok wurde am 14. November 2004 in Malakal zum Diakon geweiht und empfing am 15. Mai 2005 durch den Bischof von Malakal, Vincent Mojwok Nyiker, das Sakrament der Priesterweihe.
Majwok war zunächst als Pfarrvikar und ab 2008 als Pfarrer der Kathedrale Christ the King in Malakal tätig. Zudem war er in dieser Zeit Direktor des Diözesanzentrums für Pastoral. 2009 wurde er zudem diözesaner Koordinator für die Pastoralkurse und Diözesanjugendseelsorger sowie Mitglied des Konsultorenkollegiums des Bistums Malakal. 2013 wurde Stephen Nyodho Ador Majwok für weiterführende Studien nach Rom entsandt, wo er 2016 an der Päpstlichen Universität Urbaniana ein Lizenziat im Fach Moraltheologie erwarb und 2018 an der Päpstlichen Universität Heiliger Thomas von Aquin promoviert wurde. Seit 2019 war Majwok Generalvikar des Bistums Malakal.
Am 23. Mai 2019 ernannte ihn Papst Franziskus zum Bischof von Malakal. Der Erzbischof von Juba, Paulino Lukudu Loro MCCJ, spendete ihm am 28. Juli desselben Jahres vor der Kathedrale Christ the King in Malakal die Bischofsweihe; Mitkonsekratoren waren der Apostolische Nuntius im Südsudan und in Kenia, Erzbischof Hubertus van Megen, und der Erzbischof von Khartum, Michael Didi Adgum Mangoria.